# Gorgòfone
Segons la mitologia grega, Gorgòfone (en grec antic Γοργοφόνη, l'assassina de la Gorgona) era filla de Perseu i d'Andròmeda.
Es casà amb Perieres i fou mare d'Afareu i de Leucip.
Diuen que, després de morir el seu marit, es tornà a casar amb Èbal, i se li atribueix la maternitat de Tindàreu i d'Icari. Gorgòfone havia estat la primera dona grega que es tornà a casar en quedar-se viuda. Fins aleshores sembla que les dones viudes no es podien tornar a casar.